# Grup Escolar Ramón y Cajal (Terrassa)
El Grup Escolar Ramón y Cajal és un edifici de Terrassa (Vallès Occidental) protegit com a bé cultural d'interès local, situat al carrer de Ramón y Cajal, al barri de Can Palet.

## Descripció
És un conjunt escolar format per dos blocs principals situats de forma paral·lela als extrems del recinte, amb dependències auxiliars. Els edificis, d'una, dues o tres plantes, mostren una gran simplicitat de línies, reflectida en l'ús de l'estructura de formigó armat, que forma una retícula ortogonal amb entramats ceràmics.

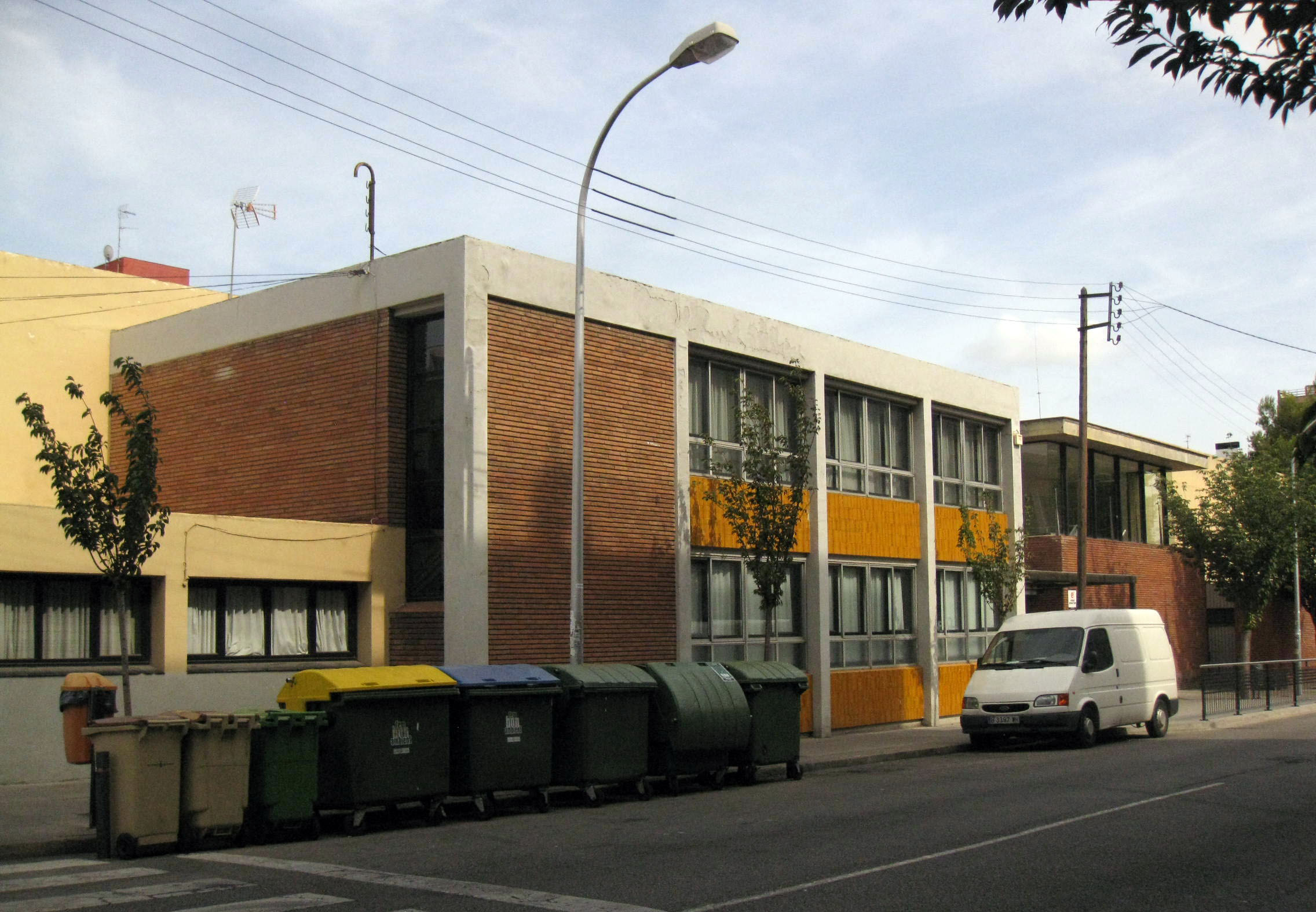
Façana que dona al carrer de Ramón y Cajal

## Història
L'escola Ramón y Cajal va ser construïda l'any 1960 segons el projecte dels arquitectes Josep A. Balcells i Josep Pratmarsó.
Va rebre aquest nom en record del Premi Nobel de Medicina o Fisiologia de 1906 Santiago Ramón y Cajal.